# Puchar Świata w short tracku 2010/2011
Puchar Świata w short tracku 2010/2011 jest to 14. edycja zawodów w short tracku. Zawodnicy podczas tego sezonu wystąpili w sześciu zawodach tego cyklu rozgrywek. Rywalizacja rozpoczęła się w Montrealu 22 października, a zakończyła w Dreźnie 20 lutego 2011 roku.

## Kalendarz Pucharu Świata

### Mężczyźni
| Lp.                                              | Miejscowość | Data                 | Konkurencja           | 1. miejsce                                                                                           | 2. miejsce                                                                         | 3. miejsce                                                                  |
| ------------------------------------------------ | ----------- | -------------------- | --------------------- | --- | ---------------------------------------------------------------------------------- | --------------------------------------------------------------------------- |
| 1 PŚ.                                            | Montreal    | 22 października 2010 | 1500 metrów           | Jeff Simon                                                                                           | Simon Cho                                                                          | Guillaume Bastille                                                          |
| 1 PŚ.                                            | Montreal    | 22 października 2010 | 1000 metrów           | Thibaut Fauconnet                                                                                    | Michael Gilday                                                                     | Travis Jayner                                                               |
| 1 PŚ.                                            | Montreal    | 23 października 2010 | 500 metrów            | Charles Hamelin                                                                                      | Simon Cho                                                                          | Liang Wenhao                                                                |
| 1 PŚ.                                            | Montreal    | 23 października 2010 | 1500 metrów           | Guillaume Bastille                                                                                   | Travis Jayner                                                                      | Maxime Chataigner                                                           |
| 1 PŚ.                                            | Montreal    | 24 października 2010 | 5000 metrów drużynowo | Kanada Charles Hamelin · Steve Langton · Michael Gilday · François-Louis Tremblay · François Hamelin | Francja Thibault Fauconnet · Maxime Chataignier · Jeremy Masson · Sebastien Lepape | Stany Zjednoczone Jeff Simon · Simon Cho · Travis Jayner · Kyle Carr        |
| 2 PŚ.                                            | Quebec City | 29 października 2010 | 1500 metrów           | Michael Gilday                                                                                       | Nicola Rodigari                                                                    | Maxime Chataignier                                                          |
| 2 PŚ.                                            | Quebec City | 29 października 2010 | 1000 metrów           | Thibaut Fauconnet                                                                                    | Yu Yongjun                                                                         | Anthony Lobello                                                             |
| 2 PŚ.                                            | Quebec City | 30 października 2010 | 500 metrów            | François-Louis Tremblay                                                                              | Liang Wenhao                                                                       | Charles Hamelin                                                             |
| 2 PŚ.                                            | Quebec City | 30 października 2010 | 1000 metrów           | Charles Hamelin                                                                                      | Travis Jayner                                                                      | Guillaume Bastille                                                          |
| 2 PŚ.                                            | Quebec City | 31 października 2010 | 5000 metrów drużynowo | Kanada Charles Hamelin · Steve Langton · Michael Gilday · François-Louis Tremblay · François Hamelin | Stany Zjednoczone Jeff Simon · Simon Cho · Travis Jayner · Kyle Carr               | Włochy Tommaso Dotti · Edoardo Reggiani · Nicola Rodigari · Davide Viscardi |
| 3 PŚ.                                            | Changchun   | 4 grudnia 2010       | 500 metrów            | Han Jialiang                                                                                         | Thibaut Fauconnet                                                                  | Ryan Bedford                                                                |
| 3 PŚ.                                            | Changchun   | 4 grudnia 2010       | 1500 metrów           | Lee Ho-suk                                                                                           | Liu Xianwei                                                                        | Jeff Simon                                                                  |
| 3 PŚ.                                            | Changchun   | 5 grudnia 2010       | 500 metrów            | Siemion Jelistratow                                                                                  | Rémi Beaulieu                                                                      | Ryosuke Sakazume                                                            |
| 3 PŚ.                                            | Changchun   | 5 grudnia 2010       | 1000 metrów           | Kim Byeong-jun                                                                                       | Thibaut Fauconnet                                                                  | Maxime Chataigner                                                           |
| 3 PŚ.                                            | Changchun   | 5 grudnia 2010       | 5000 metrów drużynowo | Kanada                                                                                               | Stany Zjednoczone                                                                  | Korea Południowa                                                            |
| 4 PŚ.                                            | Szanghaj    | 10 grudnia 2010      | 1500 metrów           | Kim Cheol-min                                                                                        | Song Weilong                                                                       | Maxime Chataigner                                                           |
| 4 PŚ.                                            | Szanghaj    | 10 grudnia 2010      | 1000 metrów           | Noh Jin-kyu                                                                                          | Sjinkie Knegt                                                                      | Lee Ho-suk                                                                  |
| 4 PŚ.                                            | Szanghaj    | 11 grudnia 2010      | 500 metrów            | Sung Si-bak                                                                                          | Thibaut Fauconnet                                                                  | Lee Ho-suk                                                                  |
| 4 PŚ.                                            | Szanghaj    | 11 grudnia 2010      | 1500 metrów           | Noh Jin-kyu                                                                                          | Yuzu Takamido                                                                      | Olivier Jean                                                                |
| 4 PŚ.                                            | Szanghaj    | 12 grudnia 2010      | 5000 metrów drużynowo | Korea Południowa                                                                                     | Kanada                                                                             | Holandia                                                                    |
| 15. Mistrzostwa Europy 2011 – Heerenveen         |             |                      |                       | |                                                                                    |                                                                             |
| 5 PŚ.                                            | Moskwa      | 11 lutego 2011       | 1500 metrów           | Noh Jin-kyu                                                                                          | Travis Jayner                                                                      | Michael Gilday                                                              |
| 5 PŚ.                                            | Moskwa      | 11 lutego 2011       | 1000 metrów           | Kim Byeong-jun                                                                                       | François Hamelin                                                                   | Liang Wenhao                                                                |
| 5 PŚ.                                            | Moskwa      | 12 lutego 2011       | 500 metrów            | Simon Cho                                                                                            | Paul Stanley                                                                       | Freek van der Wart                                                          |
| 5 PŚ.                                            | Moskwa      | 12 lutego 2011       | 1000 metrów           | Noh Jin-kyu                                                                                          | Thibaut Fauconnet                                                                  | Travis Jayner                                                               |
| 5 PŚ.                                            | Moskwa      | 13 lutego 2011       | 5000 metrów drużynowo | Holandia                                                                                             | Francja                                                                            | Kanada                                                                      |
| 6 PŚ.                                            | Drezno      | 18 lutego 2011       | 500 metrów            | Thibaut Fauconnet                                                                                    | Simon Cho                                                                          | Travis Jayner                                                               |
| 6 PŚ.                                            | Drezno      | 18 lutego 2011       | 1500 metrów           | Liu Xianwei                                                                                          | Lee Ho-suk                                                                         | Michael Gilday                                                              |
| 6 PŚ.                                            | Drezno      | 19 lutego 2011       | 500 metrów            | Simon Cho                                                                                            | Liang Wenhao                                                                       | Thibaut Fauconnet                                                           |
| 6 PŚ.                                            | Drezno      | 19 lutego 2011       | 1000 metrów           | Song Weilong                                                                                         | Guillaume Bastille                                                                 | Noh Jin-kyu                                                                 |
| 6 PŚ.                                            | Drezno      | 20 lutego 2011       | 5000 metrów drużynowo | Niemcy                                                                                               | Korea Południowa                                                                   | Kanada                                                                      |
| 36. Mistrzostwa Świata 2011 – Sheffield          |             |                      |                       | |                                                                                    |                                                                             |
| 21. Drużynowe Mistrzostwa Świata 2011 – Warszawa |             |                      |                       | |                                                                                    |                                                                             |

#### Klasyfikacje
| Lp. | Zawodnik                | Punkty |
| --- | ----------------------- | ------ |
| 1.  | Simon Cho               | 4178   |
| 2.  | Han Jialiang            | 2630   |
| 3.  | Liang Wenhao            | 2601   |
| 4.  | Charles Hamelin         | 2018   |
| 5.  | François-Louis Tremblay | 1512   |
| 6.  | Kim Byeong-jun          | 1483   |
| 7.  | Sung Si-bak             | 1414   |
| 8.  | Yang Jin                | 1372   |
| 9.  | Richard Shoebridge      | 1205   |
| 10. | Jon Eley                | 1168   |

| Lp. | Zawodnik           | Punkty |
| --- | ------------------ | ------ |
| 1.  | Thibaut Fauconnet  | 3344   |
| 2.  | Noh Jin-kyu        | 3152   |
| 3.  | Travis Jayner      | 2571   |
| 4.  | Kim Byeong-jun     | 2328   |
| 5.  | Anthony Lobello    | 2247   |
| 6.  | Sjinkie Knegt      | 2000   |
| 7.  | Song Weilong       | 1878   |
| 8.  | Michael Gilday     | 1659   |
| 9.  | Niels Kerstholt    | 1456   |
| 10. | Guillaume Bastille | 1440   |

| Lp. | Zawodnik           | Punkty |
| --- | ------------------ | ------ |
| 1.  | Maxime Chataigner  | 2405   |
| 2.  | Liu Xianwei        | 2358   |
| 3.  | Michael Gilday     | 2306   |
| 4.  | Guillaume Bastille | 2259   |
| 5.  | Noh Jin-kyu        | 2203   |
| 6.  | Song Weilong       | 2088   |
| 7.  | Jeff Simon         | 2041   |
| 8.  | Lee Ho-suk         | 1827   |
| 9.  | Kim Cheol-min      | 1774   |
| 10. | Travis Jayner      | 1646   |

| Lp. | Reprezentacja     | Punkty |
| --- | ----------------- | ------ |
| 1.  | Kanada            | 3800   |
| 2.  | Korea Południowa  | 2952   |
| 3.  | Holandia          | 2460   |
| 4.  | Stany Zjednoczone | 2408   |
| 5.  | Chiny             | 2176   |
| 6.  | Niemcy            | 1918   |
| 7.  | Włochy            | 1588   |
| 8.  | Rosja             | 1512   |
| 9.  | Francja           | 1220   |
| 10. | Japonia           | 1008   |

### Kobiety
| Lp.                                              | Miejscowość | Data                 | Konkurencja           | 1. miejsce         | 2. miejsce         | 3. miejsce         |
| ------------------------------------------------ | ----------- | -------------------- | --------------------- | ------------------ | ------------------ | ------------------ |
| 1 PŚ.                                            | Montreal    | 22 października 2010 | 1500 metrów           | Lana Gehring       | Zhou Yang          | Valérie Maltais    |
| 1 PŚ.                                            | Montreal    | 22 października 2010 | 1000 metrów           | Katherine Reutter  | Marianne St-Gelais | Liu Qiuhong        |
| 1 PŚ.                                            | Montreal    | 23 października 2010 | 500 metrów            | Marianne St-Gelais | Arianna Fontana    | Valérie Lambert    |
| 1 PŚ.                                            | Montreal    | 23 października 2010 | 1500 metrów           | Katherine Reutter  | Marie-Ève Drolet   | Zhou Yang          |
| 1 PŚ.                                            | Montreal    | 24 października 2010 | 3000 metrów drużynowo | Chiny              | Stany Zjednoczone  | Japonia            |
| 2 PŚ.                                            | Quebec City | 29 października 2010 | 1500 metrów           | Zhou Yang          | Katherine Reutter  | Biba Sakurai       |
| 2 PŚ.                                            | Quebec City | 29 października 2010 | 1000 metrów           | Lana Gehring       | Arianna Fontana    | Marianne St-Gelais |
| 2 PŚ.                                            | Quebec City | 30 października 2010 | 500 metrów            | Marianne St-Gelais | Arianna Fontana    | Fan Kexin          |
| 2 PŚ.                                            | Quebec City | 30 października 2010 | 1000 metrów           | Zhou Yang          | Katherine Reutter  | Elise Christie     |
| 2 PŚ.                                            | Quebec City | 31 października 2010 | 3000 metrów drużynowo | Chiny              | Kanada             | Stany Zjednoczone  |
| 3 PŚ.                                            | Changchun   | 4 grudnia 2010       | 500 metrów            | Zhao Nannan        | Liu Qiuhong        | Fan Kexin          |
| 3 PŚ.                                            | Changchun   | 4 grudnia 2010       | 1500 metrów           | Katherine Reutter  | Cho Ha-ri          | Biba Sakurai       |
| 3 PŚ.                                            | Changchun   | 5 grudnia 2010       | 500 metrów            | Zhao Nannan        | Fan Kexin          | Kim Dam-min        |
| 3 PŚ.                                            | Changchun   | 5 grudnia 2010       | 1000 metrów           | Yang Shin-young    | Marie-Ève Drolet   | Zhou Yang          |
| 3 PŚ.                                            | Changchun   | 5 grudnia 2010       | 3000 metrów drużynowo | Korea Południowa   | Chiny              | Holandia           |
| 4 PŚ.                                            | Szanghaj    | 10 grudnia 2010      | 1500 metrów           | Yang Shin-young    | Hwang Hyun-sun     | Kim Dam-min        |
| 4 PŚ.                                            | Szanghaj    | 10 grudnia 2010      | 1000 metrów           | Cho Ha-ri          | Zhou Yang          | Liu Qiuhong        |
| 4 PŚ.                                            | Szanghaj    | 11 grudnia 2010      | 500 metrów            | Zhao Nannan        | Liu Qiuhong        | Jessica Gregg      |
| 4 PŚ.                                            | Szanghaj    | 11 grudnia 2010      | 1500 metrów           | Cho Ha-ri          | Park Seung-hi      | Zhou Yang          |
| 4 PŚ.                                            | Szanghaj    | 12 grudnia 2010      | 3000 metrów drużynowo | Chiny              | Korea Południowa   | Włochy             |
| 15. Mistrzostwa Europy 2011 – Heerenveen         |             |                      |                       |                    |                    |                    |
| 5 PŚ.                                            | Moskwa      | 11 lutego 2011       | 1500 metrów           | Katherine Reutter  | Cho Ha-ri          | Kim Dam-min        |
| 5 PŚ.                                            | Moskwa      | 11 lutego 2011       | 1000 metrów           | Yang Shin-young    | Hwang Hyun-sun     | Li Jianrou         |
| 5 PŚ.                                            | Moskwa      | 12 lutego 2011       | 500 metrów            | Marianne St-Gelais | Liu Qiuhong        | Martina Valcepina  |
| 5 PŚ.                                            | Moskwa      | 12 lutego 2011       | 1000 metrów           | Katherine Reutter  | Hwang Hyun-sun     | Kim Dam-min        |
| 5 PŚ.                                            | Moskwa      | 13 lutego 2011       | 3000 metrów drużynowo | Chiny              | Kanada             | Włochy             |
| 6 PŚ.                                            | Drezno      | 18 lutego 2011       | 500 metrów            | Marianne St-Gelais | Liu Qiuhong        | Martina Valcepina  |
| 6 PŚ.                                            | Drezno      | 18 lutego 2011       | 1500 metrów           | Yang Shin-young    | Marie-Ève Drolet   | Hwang Hyun-sun     |
| 6 PŚ.                                            | Drezno      | 19 lutego 2011       | 500 metrów            | Marianne St-Gelais | Martina Valcepina  | Liu Qiuhong        |
| 6 PŚ.                                            | Drezno      | 19 lutego 2011       | 1000 metrów           | Yang Shin-young    | Yui Sakai          | Marie-Ève Drolet   |
| 6 PŚ.                                            | Drezno      | 20 lutego 2011       | 3000 metrów drużynowo | Stany Zjednoczone  | Korea Południowa   | Kanada             |
| 36. Mistrzostwa Świata 2011 – Sheffield          |             |                      |                       |                    |                    |                    |
| 21. Drużynowe Mistrzostwa Świata 2011 – Warszawa |             |                      |                       |                    |                    |                    |

#### Klasyfikacje
| Lp. | Zawodniczka          | Punkty |
| --- | -------------------- | ------ |
| 1.  | Marianne St-Gelais   | 5000   |
| 2.  | Liu Qiuhong          | 4250   |
| 3.  | Zhao Nannan          | 3840   |
| 4.  | Fan Kexin            | 3412   |
| 5.  | Martina Valcepina    | 2725   |
| 6.  | Arianna Fontana      | 2452   |
| 7.  | Erika Huszár         | 1373   |
| 8.  | Yui Sakai            | 1289   |
| 9.  | Patrycja Maliszewska | 1149   |
| 10. | Jessica Kooreman     | 1132   |

| Lp. | Zawodniczka        | Punkty |
| --- | ------------------ | ------ |
| 1.  | Katherine Reutter  | 3136   |
| 2.  | Yang Shin-young    | 3000   |
| 3.  | Zhou Yang          | 2440   |
| 4.  | Lana Gehring       | 2394   |
| 5.  | Liu Qiuhong        | 2202   |
| 6.  | Marie-Ève Drolet   | 2147   |
| 7.  | Yui Sakai          | 2088   |
| 8.  | Hwang Hyun-sun     | 2014   |
| 9.  | Marianne St-Gelais | 1850   |
| 10. | Li Jianrou         | 1562   |

| Lp. | Zawodniczka       | Punkty |
| --- | ----------------- | ------ |
| 1.  | Katherine Reutter | 4210   |
| 2.  | Zhou Yang         | 3490   |
| 3.  | Cho Ha-ri         | 2600   |
| 4.  | Marie-Ève Drolet  | 2480   |
| 5.  | Kim Dam-min       | 2382   |
| 6.  | Yang Shin-young   | 2000   |
| 7.  | Biba Sakurai      | 1572   |
| 8.  | Bernadett Heidum  | 1554   |
| 9.  | Lana Gehring      | 1512   |
| 10. | Hwang Hyun-sun    | 1440   |

| Lp. | Reprezentacja     | Punkty |
| --- | ----------------- | ------ |
| 1.  | Chiny             | 4000   |
| 2.  | Kanada            | 2880   |
| 3.  | Stany Zjednoczone | 2850   |
| 4.  | Korea Południowa  | 2810   |
| 5.  | Włochy            | 2018   |
| 6.  | Japonia           | 1946   |
| 7.  | Holandia          | 1890   |
| 8.  | Rosja             | 1394   |
| 9.  | Niemcy            | 1062   |
| 10. | Węgry             | 524    |

## Wyniki Polaków

### Kobiety
| Konkurencja           | Miejsce | Zawodniczka          | Kanada    | Kanada   |                     |                     | Rosja    | Niemcy               | Punkty |
| 500 metrów            | 9.      | Patrycja Maliszewska | 86 (12.)  | 69 (13.) | 24 (21.) + 512 (4.) | 86 (12.)            | –        | 262 (7.) + 134 (10.) | 1149   |
| 500 metrów            | 53.     | Magdalena Szwajlik   | –         | –        | 25 (20.)            | 21 (24.)            | –        | –                    | 46     |
| 500 metrów            | 70.     | Agnieszka Olechnicka | –         | –        | 20 (25.)            | –                   | –        | –                    | 20     |
| 500 metrów            | 78.     | Anna Romanowicz      | 16 (29.)  | –        | –                   | –                   | –        | –                    | 16     |
| 1000 metrów           | 56.     | Paula Bzura          | 13 (32.)  | 19 (26.) | 25 (20.)            | –                   | 17 (28.) | –                    | 74     |
| 1000 metrów           | 70.     | Magdalena Szwajlik   | –         | –        | 15 (30.)            | 18 (27.)            | –        | –                    | 33     |
| 1000 metrów           | 82.     | Patrycja Maliszewska | –         | 21 (24.) | –                   | –                   | –        | –                    | 21     |
| 1000 metrów           | 84.     | Anna Romanowicz      | 18 (27.)  | –        | –                   | –                   | –        | –                    | 18     |
| 1000 metrów           | 85.     | Agnieszka Olechnicka | –         | –        | –                   | 17 (28.)            | –        | –                    | 17     |
| 1500 metrów           | 23.     | Paula Bzura          | 107 (11.) | 86 (12.) | 86 (12.)            | 210 (8.) + 44 (15.) | 22 (23.) | –                    | 555    |
| 1500 metrów           | 38.     | Patrycja Maliszewska | 86 (12.)  | –        | –                   | 23 (22.)            | –        | –                    | 109    |
| 1500 metrów           | 57.     | Agnieszka Olechnicka | –         | –        | 22 (23.)            | 19 (26.)            | –        | –                    | 41     |
| 3000 metrów drużynowo | 11.     | Polska               | –         | –        | 168 (9.)            | 168 (9.)            | –        | –                    | 336    |

### Mężczyźni
| Konkurencja | Miejsce | Zawodnik            | Kanada   | Kanada   |                     |          | Rosja    | Niemcy | Punkty |
| 500 metrów  | 57.     | Adam Filipowicz     | –        | –        | 25 (20.) + 20 (25.) | 22 (23.) | –        | –      | 67     |
| 500 metrów  | 59.     | Bartosz Konopko     | 55 (14.) | 9 (36.)  | –                   | –        | –        | –      | 64     |
| 500 metrów  | 74.     | Sebastian Kłosiński | –        | –        | 16 (29.)            | 16 (29.) | –        | –      | 32     |
| 500 metrów  | 87.     | Jakub Jaworski      | –        | –        | 19 (26.)            | –        | –        | –      | 19     |
| 500 metrów  | 113.    | Dariusz Kulesza     | 8 (37.)  | –        | –                   | –        | –        | –      | 8      |
| 1000 metrów | 48.     | Bartosz Konopko     | –        | 86 (12.) | –                   | –        | –        | –      | 86     |
| 1000 metrów | 57.     | Jakub Jaworski      | 26 (19.) | 11 (34.) | –                   | 17 (28.) | –        | –      | 54     |
| 1000 metrów | 84.     | Dariusz Kulesza     | 23 (22.) | –        | –                   | –        | –        | –      | 23     |
| 1000 metrów | 112.    | Sebastian Kłosiński | –        | –        | 11 (34.)            | –        | –        | –      | 11     |
| 1500 metrów | 57.     | Jakub Jaworski      | 23 (22.) | 14 (31.) | 12 (33.)            | 16 (29.) | –        | –      | 65     |
| 1500 metrów | 67.     | Bartosz Konopko     | 19 (26.) | –        | –                   | –        | 22 (23.) | –      | 41     |
| 1500 metrów | 82.     | Sebastian Kłosiński | –        | –        | –                   | 20 (25.) | –        | –      | 20     |